# Takayuki Yoshida
Takayuki Yoshida (吉田 孝行?, Yoshida Takayuki; Kawanishi, 14 marzo 1977) è un allenatore di calcio ed ex calciatore giapponese, di ruolo centrocampista o attaccante, tecnico del Vissel Kōbe.

## Carriera
Nella sua carriera ha militato nel Yokohama Flügels, nel Yokohama F·Marinos, nell'Oita Trinita e nel Vissel Kobe, squadra in cui ha chiuso la carriera agonistica nel 2013.

## Statistiche

### Statistiche da allenatore
Statistiche aggiornate al 20 ottobre 2024.
| Stagione           | Squadra            | Campionato         | Campionato | Campionato | Campionato | Campionato | Coppe nazionali | Coppe nazionali | Coppe nazionali | Coppe nazionali | Coppe nazionali | Coppe continentali | Coppe continentali | Coppe continentali | Coppe continentali | Coppe continentali | Altre coppe | Altre coppe | Altre coppe | Altre coppe | Altre coppe | Totale | Totale | Totale | Totale | % Vittorie | Piazzamento |
| Stagione           | Squadra            | Comp               | G          | V          | N          | P          | Comp            | G               | V               | N               | P               | Comp               | G                  | V                  | N                  | P                  | Comp        | G           | V           | N           | P           | G      | V      | N      | P      | %          | Piazzamento |
| ------------------ | ------------------ | ------------------ | ---------- | ---------- | ---------- | ---------- | --------------- | --------------- | --------------- | --------------- | --------------- | ------------------ | ------------------ | ------------------ | ------------------ | ------------------ | ----------- | ----------- | ----------- | ----------- | ----------- | ------ | ------ | ------ | ------ | ---------- | ----------- |
| ago.-dic. 2017     | Vissel Kōbe        | J1                 | 12         | 4          | 3          | 5          | CI+CdL          | 3+2             | 1+0             | 1+1             | 1+1             | -                  | -                  | -                  | -                  | -                  | -           | -           | -           | -           | -           | 17     | 5      | 5      | 7      | 29,41      | Sub, 9°     |
| feb.-set. 2018     | Vissel Kōbe        | J1                 | 26         | 10         | 6          | 10         | CI+CdL          | 3+8             | 2+3             | 0+3             | 1+2             | -                  | -                  | -                  | -                  | -                  | -           | -           | -           | -           | -           | 37     | 15     | 9      | 13     | 40,54      | Eson        |
| apr.-giu. 2019     | Vissel Kōbe        | J1                 | 7          | 1          | 1          | 5          | CI+CdL          | 0+3             | 0+0             | 0+0             | 0+3             | -                  | -                  | -                  | -                  | -                  | -           | -           | -           | -           | -           | 10     | 1      | 1      | 8      | 10,00      | Sub, Eson   |
| feb.-mag. 2021     | V-Varen Nagasaki   | J2                 | 11         | 4          | 2          | 5          | CI              | 0               | 0               | 0               | 0               | -                  | -                  | -                  | -                  | -                  | -           | -           | -           | -           | -           | 11     | 4      | 2      | 5      | 36,36      | Eson        |
| lug.-nov. 2022     | Vissel Kōbe        | J1                 | 16         | 9          | 2          | 5          | CI+CdL          | 2+2             | 1+0             | 0+0             | 1+2             | ACL                | 2                  | 1                  | 0                  | 1                  | -           | -           | -           | -           | -           | 22     | 11     | 2      | 9      | 50,00      | Sub, 13°    |
| 2023               | Vissel Kōbe        | J1                 | 34         | 21         | 8          | 5          | CI+CdL          | 4+6             | 3+2             | 1+0             | 0+4             | -                  | -                  | -                  | -                  | -                  | -           | -           | -           | -           | -           | 44     | 26     | 9      | 9      | 59,09      | 1°          |
| 2024               | Vissel Kōbe        | J1                 | 34         | 19         | 7          | 8          | CI+CdL          | 4+2             | 4+1             | 0+1             | 0+0             | ACL                | 3                  | 2                  | 1                  | 0                  | SG          | 1           | 0           | 0           | 1           | 44     | 26     | 9      | 9      | 59,09      |             |
| Totale Vissel Kobe | Totale Vissel Kobe | Totale Vissel Kobe | 129        | 64         | 27         | 38         |                 | 39              | 17              | 7               | 15              |                    | 5                  | 3                  | 1                  | 1                  |             | 1           | 0           | 0           | 1           | 174    | 84     | 35     | 45     | 48,28      |             |
| Totale carriera    | Totale carriera    | Totale carriera    | 140        | 68         | 29         | 43         |                 | 39              | 17              | 7               | 15              |                    | 5                  | 3                  | 1                  | 1                  |             | 1           | 0           | 0           | 1           | 185    | 88     | 37     | 50     | 47,57      |             |

## Palmarès

### Giocatore

#### Club

##### Competizioni internazionali
- Supercoppa d'Asia: 1

Yokohama Flügels: 1995
- Coppa dell'Imperatore: 1

Yokohama Flügels: 1998
- J2 League: 1

Oita Trinita: 2002

### Allenatore
- Campionato giapponese: 2

Vissel Kōbe: 2023, 2024
- Coppa dell'Imperatore: 1

Vissel Kōbe: 2024